# 宝幢站 (中国铁路)
宝幢站是浙江省宁波市一座铁路车站，位于鄞州区五乡镇（原宝幢镇）境内，始建于1986年。车站设有客运设施，但目前只经营货运，不经营客运。2009年之前曾经运营清明临时列车，目前已停办。车站有正线850米，到发线857米，货物线240米，站房一座，旅客站台一座。